# Holger Kleist
Holger Carl Kleist (2. juni 1876 i København – 1962) var en dansk atlet medlem af Københavns IF. Han vandt det danske meterskab i kapgang syv gange og satte 14 danske rekorder.
Kleist voksede op på Elsdyrstrædet i Nyboder og blev urmagermester på Store Kongensgade 95.

## Danske mesterskaber
Denne liste er ufuldstændig; hjælp gerne med at udfylde den.
- Guld 1904 1 mile gang 7:08,4
- Guld 1903 1 mile gang 7:16,2
- Guld 1903 20 km gang 39:12,2
- Guld 1902 1 mile gang 7:29,4
- Guld 1900 1 km gang 4:14,2
- Guld 1899 1 km gang 4:04,4
- Guld 1898 1 km gang 4:04,0
- Sølv 1897 1 km gang 4:14,6